# Macropyxis bathyalensis
Macropyxis bathyalensis is een mosselkreeftjessoort uit de familie van de Macrocyprididae. De wetenschappelijke naam van de soort is voor het eerst geldig gepubliceerd in 1967 door Hulings.